# 맷 터너
매슈 찰스 터너(영어: Matthew Charles Turner, 1994년 6월 24일 ~ )는 미국의 축구 선수로 현재 메이저 리그 사커의 뉴잉글랜드 레벌루션에서 골키퍼로 뛰고 있다.

## 수상

### 클럽
뉴잉글랜드 레벌루션
- MLS컵 : 4강 (2020)
- MLS 서포터스 실드 : 우승 (2021)

### 국가대표팀
미국
- CONCACAF 골드컵 : 우승 (2021)

### 개인
- CONCACAF 골드컵 골든글러브 : 2021
- CONCACAF 골드컵 베스트 11 : 2021
- MLS 올스타 : 2021
- MLS 올스타전 MVP : 2021
- MLS 올해의 골키퍼 : 2021
- MLS 베스트 11 : 2021